# 바산

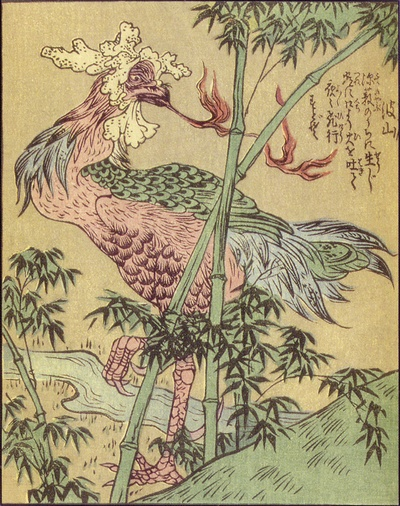
다카하라 슌센 그림『그림책 백가지 이야기』에서의 바산

바산(波山)은 이요(현재의 에히메현)에 전해져오는 괴조(怪鳥)이다. 바사바사(婆娑婆娑), 이누호오(犬鳳凰)라고도 한다. 에도 시대의 기담집『그림책 백가지 이야기』에 기술되어 있다.

## 개요
새빨간 닭벼슬을 가진 새로, 입에서는 마찬가지로 새빨간 불꽃을 토해낸다. 이 불꽃은 키츠네비처럼 물건을 태우지는 않는다.
보통은 산속의 대나무 밭에 서식하여, 사람들 앞에 모습을 나타나는 일은 없지만 심야에 간혹 사람이 사는 마을에 나타나, 날개짓을 하며 바사바사 라는 이상한 소리를 낸다. ‘바사바사(婆娑婆娑)’라는 별명은 이 날개짓 소리에서 유래했다. 그 소리를 들은 사람이 밖을 훔쳐봐도 갑자기 그 모습이 사라졌다고 한다.사람을 놀래키지만, 해는 끼치지 않는다고 한다.
에도시대의 백과사전『와칸 산사이 즈에』에는 ‘식화계(食火鶏)’(화식조)라고 기술되어 있어, 닭을 닮은 모습에 타다 남은 나무를 먹는 다고 기록되어 있어 바산은 이것을 모델로 하고 있는 설도 있다.

## 같이 보기
- 코카트리스